# مسجد فتحية (يوانينا)
مسجد فتحية (باليونانية: Φετιχιέ τζαμί)‏، (بالتركية: Fethiye Camii)‏، "مسجد الفتح": هو مسجد عثماني في يوانينا، اليونان.
تم بناء المسجد في القلعة الداخلية لمدينة إتس كالي مباشرة بعد الغزو العثماني في 1430، بالقرب من أنقاض كنيسة بيزنطية تعود إلى أوائل القرن الثالث عشر مخصصة لرئيسي الملائكة ميخائيل وجبرائيل. كان في الأصل عبارة عن هيكل خشبي، تم استبداله في 1611 بمبنى حجري. تم إعادة تصميمه على نطاق واسع في 1795 على يد علي باشا الألباني، الذي جعل منه المسجد الرئيسي لقصره. وتقع قبور عائلة علي وقبر علي نفسه أمام المسجد.